# Поль Пупар
Поль Жозеф Жан Пупар (фр. Paul Joseph Jean Poupard; *30 серпня 1930, Бузіє, Франція) — французький кардинал, голова Папської ради в справах культури (1988—2007), голова Папської ради з міжрелігійного діалогу (2006—2007).

## Біографія
Поль Пупар народився 30 серпня 1930 року в Бузіє.
Закінчив духовну семінарію в Анже і Паризький університет (Сорбонну), де отримав докторські ступені в галузі теології та історії.
18 грудня 1954 року отримав пресвітерські свячення. У 1965 році отримав сан капелана Його Святості, у 1971 році — почесного прелата Його Святості.
Священик Поль Пупар займався душпастирством студентів. Викладав у школі при французькій секції Державного секретаріату Святого Престолу. У 1972—1980 — ректор Католицького інституту в Парижі. З 1974 — заступник голови Товариства історії французької церкви. З 1977 по 1983 був членом Верховного комітету з французької мови, Секретаріату з питань нехристиянських релігій і Конгрегації євангелізації народів.
2 лютого 1979 року Папа Римський Іван-Павло II призначив Поля Пупара єпископом-помічником Паризької архідієцезії, титулярним єпископом Узули. Єпископські свячення отримав 6 квітня 1979 (головним святителем був архієпископ Парижа кардинал Ґабрієль Марті).
27 червня 1980 отримав сан архієпископа і почав працювати у Римській курії, виконуючи обов'язки голови Секретаріату в справах невіруючих.
На консисторії 25 травня 1985 року папа Іван Павло II надав архієпископові Пупару сан кардинала-диякона з дияконством Сант-Еудженіо. У 1988 папа призначив кардинала Пупара головою Папської ради в справах культури, одночасно затримавши за ним посаду голови Секретаріату в справах невіруючих (до включення цієї дикастерії до Ради в справах культури у 1993 році). У січні 1996 року Поль Пупар отримав сан кардинала-пресвітера Санта-Прасседе.
У 2005 році кардинал Пупар брав участь у конклаві, який обрав Бенедикта XVI. Новообраний папа Бенедикт XVI наново призначив кардинала Пупара головою Папської ради в справах культури після того, як він за приписами канонічного права автоматично втратив цю посаду з моменту смерті попереднього папи. У березні 2006 року кардинал Пупар додатково отримав обов'язки голови Папської ради з міжрелігійного діалогу. Кардинал виконував обов'язки голови обох дикастерій до 2007 року. Його наступником на посаді голови Папської ради в справах культури став архієпископ Джанфранко Равазі, а головою Папської ради з міжрелігійного діалогу став кардинал Жан-Луї Торан.
Кардинал Пупар співпрацює з цілим рядом наукових видань у Європі та Америці. Видає у Ватикані журнали «Атеїзм і віра» і «Церква і культура». Прихильник діалогу між церквою і наукою, зміни ставлення церкви до вчених, які в минулі століття піддавалися гонінням за їхні наукові погляди.
Автор багатьох праць, які перекладені арабською, болгарською, китайською, хорватською, англійською, німецькою, угорською, італійською, японською, корейською, португальською, російською, іспанською та іншими мовами. Під його керівництвом видано фундаментальний «Словник релігій».
30 серпня 2010 року кардиналу Полю Пупару виповнилося 80 років і він втратив право брати участь у конклаві.

## Нагороди
Нагороджений орденом Почесного легіону, премією Французької академії за сукупність праць і премією Робера Шумана за видатний внесок в об'єднання європейських народів. Є дійсним членом Академії літератури, мистецтва і науки Анжера (Франція).

## Вибрані твори
- «Знайомство з Ватиканом» (1967)
- «Введення в католицтво» (1967)
- «Католицизм (вчора-завтра)» (1974)
- «Церква і культура» (1980)
- «Католицька віра» (1982)
- «Галілео Галілей. 350 років історії, 1633—1983»(1983)
- «Християнська мораль завтра» (1985)
- «Бог і свобода» (1992)
- «Нова Європа» (1993)
- «Після Галілея. Наука і віра, новий діалог»(1994)